# ビーストチルドレン (漫画)
『ビーストチルドレン』は、寺坂研人による日本のラグビー漫画。『週刊少年ジャンプ』（集英社）にて、2019年26号から2020年1号まで連載された。なお週刊少年ジャンプでのラグビー漫画の連載は32年ぶり。

## あらすじ
元日本代表一樹雄虎に憧れる獅子ヶ谷桜（ししがや さくら）は中学校で一人ラグビーのトレーニングをしていた。ある日、雄虎の息子一樹雪兎（いつき ゆきと）と出会い、彼から雄虎の母校を紹介してもらい桜は百剣川高校に入学。しかし雪兎は別の高校に入学していた。

## 登場人物

### 百剣川高校ラグビー部
獅子ヶ谷桜（ししがや さくら）
主人公。1年。ラグビーのことを考えると時間を忘れるほど集中してしまう。ラグビー場で一樹雄虎の活躍を見てラグビーを始める。
鯨井心（くじらい　しん）
3年。チームの主将。
鰐淵顎（わにぶち あぎと）
3年。キック能力が高い。
森林凜花（もりばやし りんか）
2年。同部のマネージャー。
鹿住空（かすみ そら）
1年。桜の中学時代からの同級生。高校1年途中までサッカーをやっていたが、桜の活躍を見てラグビー部に入る。

### 龍操学園高校ラグビー部
一樹雪兎（いつき ゆきと）
1年。一樹雄虎の息子。桜を百剣川高校に入れるきっかけを作る。

### その他の人物
一樹雄虎（いつき おのとら）
故人。元日本代表でMr.獣と呼ばれていた。

## ルールについての補足
実際の高校ラグビーではヘッドキャップ着用は義務づけられているが書き分けが難しいなどの理由から外している。

## 書誌情報
- 寺坂研人『ビーストチルドレン』 集英社〈ジャンプ・コミックス〉、全3巻
  1. 「泥に笑えば」 2019年9月14日発売 ISBN 978-4-08-882069-9
  2. 「あつい夏」2019年11月11日発売 ISBN 978-4-08-882138-2
  3. 「ノーサイド」2020年1月4日発売 ISBN 978-4-08-882179-5